# Gibão-de-topete
O gibão-de-topete (Nomascus concolor) é um símio antropóide encontrado nas florestas subequatoriais da Índia, China, Indochina e Arquipélago Malaio. Com seus braços longos, ele se balança de árvore em árvore com grande agilidade, usando as mãos como ganchos, em vez de agarrar os ramos. O gibão é o único símio antropóide a andar somente com os membros traseiros, geralmente levantando os braços para ter equilíbrio. Os gibões comem folhas, frutas, pedaços de flores, insetos, aranhas, pássaros e ovos de aves.[carece de fontes?] Geralmente, eles são silenciosos durante o dia, mas uivam ao nascer do sol e no final da tarde. As populações de gibões selvagens foram seriamente reduzidas devido à caça e ao desmatamento.[carece de fontes?]

## Subespécies
- Nomascus concolor concolor
- Nomascus concolor lu
- Nomascus concolor jingdongensis
- Nomascus concolor furvogaster